# Antanténusz
Az Antanténusz egy rövid, verses kiszámoló és mondóka, melyet kisiskolásoknak és óvodásoknak szántak. Magyar nyelvterületen sok helyen előfordul, sok szövegváltozattal, ami régi eredetére utal.
Jelenleg sincs általánosan elfogadott álláspont az eredete felől, így a versről sokan elmélkedtek, például Szőcs István Halandzsa-e az Antanténusz? (Utunk, Kolozsvár, 1972) című összefoglalásában Forró László értékes gyűjtésére hivatkozik.
Egyes vélemények szerint latin[forrás?] eredetű vers, csak magyarra nem fordították le értelmesen, és így lett belőle a halandzsa jellegű szöveg, van akik szerint ősmagyar gyermekvers.
Megint mások szerint nemzetközileg elterjedt kiolvasó, az indoeurópai számsor fonetikailag torzított alakja.[forrás?]
A formai nyelve nem mindenhol ugyanaz, népcsoportonként/tájegységenként eltérő, de legelterjedtebb változata a következő:
Antanténusz, szórakaténusz,
Szóraka-tiki-taka-alabala-bambusz(ka)!

## Sumer eredet feltételezése
A sumer eredet feltételezése elsősorban magyar amatőrök szellemi terméke. Pass László debreceni teológus 1940-től részletesebben foglalkozott a mondókával, ám a sumer nyelvet és az ékírást nem ismerte. Fritz Hommel, Friedrich Delitzsch, Franz Brünnow és Anton Deimel akkoriban elérhető munkáiból kiszótárazgatva arra jutott, hogy vizsgált szöveg eredetileg nem kiolvasó vers, hanem kb. 12–10 000 éves, Tammúz-hoz szóló, sumer–ősmagyar Nap-köszöntő zsoltár, ősi pentaton dallammal.
Szőcs István író, műfordító 1972-ben Pass Lászlóval egyetértve, és Passal azonos módon a sumer nyelvet és írást nem ismerve egy Istenhez szóló versnek tartja. Marton Veronika magyar-könyvtár szakos tanár, műkedvelő sumerológus elemzése szerint az Antanténusz eredetileg sumer szövege egyeztethető a "Süss fel, nap!" mondókával: Égi fénykorona közeledik, kisliba, elég a reszketés, kapu-közel a felkelés... Marton és Pass is sumernek vélte a szöveget, azonban megfejtéseikben – a végkövetkeztetést leszámítva – nincs egyezés.
Komoróczy Géza nyelvész 1975-ben a magyar-sumer nyelvrokonságot elemezve kitér az antanténusz Pass László és Szőcs István féle értelmezésére. Megállapítása szerint a sumer szavakkal való egyeztetéseik nem helytállóak, azok laikus fantázia termékei.

## A szövegváltozatok
A legtöbb megfejtési kísérlet – így a sumeros is – a legelterjedtebb szövegvariánsból indul ki, figyelmen kívül hagyva az eltérő változatokat, amelyek léte megkérdőjelezi ezeket a teóriákat. Vannak a szövegváltozatok között olyanok is, amelyek halandzsák és értelmes szövegek keverékei. Néhány példa a halandzsákból:
En ten ténusz
Száraka ténusz
Száraka tikitaka
El vele buff
An dan dénusz diki daka dénusz
diki daka bumsztradassza diki daka bum
Án tán tután
fir fár lukán
árizs bárizs
bukor bárizs
dunga dunga
En ten tínusz
szóreke tínusz
szóreke tiki toka
oja oja bambusz dunga
En den dénusz
mórika denusz
en den buff
Án tán timusz
szára kata tiki toka
ela bela buff
An dan dé musz
szó raka té musz
szó raka tika tok
elen belen busz
An dan dé nusz
mó raka té nusz
mó reke tiki taka
elen belen bin ban busz
An tan té nusz
szó raka tika ta
alan dalan dusz
En ten tenusz
száj raka tenusz
száj raka tiki taka
ájer fájér bumszt
Án tán ténusz ubereke ténusz
ubereke tike toka eje feje bumm
Antanténusz szórakaténusz
szóraka tikitaka bilinbalanbusz
A téma kutatója, R. Lovas Gizella véleménye szerint ezek a mondókák gyakorlatilag csak a kiszámolós–kiolvasós versek ritmusáról szólnak, soha nem volt értelmük.